# Zbogom, Lenin!
Zbogom, Lenin! (angleško Good Bye, Lenin!) je nemški tragikomičen film režiserja Wolfganga Beckerja iz leta 2003.
Film obravnava temo nostalgije do Nemške demokratične republike, tako imenovane Ostalgie. Zgodba spremlja vzhodnonemško družino z materjo, zapriseženo socialistko, ki tik pred padcem Berlinskega zidu pade v komo. Ko se osem mesecev kasneje zbudi, jo sin poskuša obvarovati pred šokom s pretvarjanjem, da medtem ni prišlo do padca socializma. V glavnih vlogah so zaigrali Daniel Brühl, Katrin Sass, Chulpan Khamatova, Maria Simon in Alexander Beyer.
Film je prejel številna priznanja, vključno z evropsko filmsko nagrado za najboljši film leta 2003 in nemško filmsko nagrado za najboljši igrani film.

## Vsebina
Zgodba filma je postavljena v vzhodni Berlin, v obdobje od oktobra 1989 do nekaj dni po združitvi Nemčije oktobra 1990.
Alex Kerner živi s svojo mamo Christiane, svojo sestro Ariane in Arianino mlado hčerko Paulo. Alexov oče naj bi družino leta 1978 zapustil zaradi ljubice na Zahodu. Njegova mati se je pridružila Stranki socialistične enotnosti in svoj čas posvetila zagovarjanju državljanov. Alex se zgraža nad praznovanjem 40. obletnice Vzhodne Nemčije in se udeleži protivladnih demonstracij. Tam spozna dekle, vendar ju nemška tajna policija loči, preden se lahko predstavita.
Christiane je priča, kako policija aretira in pretepa Alexa na ulici, zaradi česar od šoka doživi srčni napad in pade v komo, ker ji sprva nihče ne priskoči na pomoč. Ob obisku svoje matere v bolnišnici Alex ugotovi, da je njena medicinska sestra Lara dekle, ki jo je spoznal demonstracij. Ona (študentka iz Sovjetske zveze) in Alex začneta kmalu zatem hoditi ven.
Medtem Erich Honecker odstopi, Egon Krenz prevzame oblast, meje se odprejo, Berlinski zid pade, Vzhodna Nemčija izvede svobodne volitve in kapitalizem pride v Vzhodni Berlin. Alex začne delati za zahodnonemško podjetje, ki prodaja in namešča satelitske antene. Spoprijatelji se z zahodnim kolegom, nadebudnim filmskim ustvarjalcem Denisom Domaschkejem. Arianina univerza se zapre in namesto študija ekonomske teorije zdaj dela v Burger Kingu in hodi z njegovim menedžerjem (Rainer, ki se preseli v njuno stanovanje).
Po osmih mesecih se Christiane zbudi iz kome. Njen zdravnik opozori njeno družino, da je še vedno šibka in da lahko vsak šok povzroči nov, morda usoden, srčni napad. Alex se odloči, da ji bo prikril globoke družbene spremembe in ohranil iluzijo, da je Nemška demokratična republika takšna, kot je bila pred njeno komo. On, Ariane in Lara vzamejo svoje staro vzhodnonemško pohištvo iz skladišča, se oblečejo v svoja stara oblačila in prepakirajo novo zahodnjaško hrano v stare vzhodnonemške kozarce. Prevara je vse bolj zapletena, saj je Christiane priča čudnim dogodkom, kot je ogromen transparent Coca-Cole na sosednji stavbi. Denis in Alex ustvarita lažne oddaje novic iz starih vzhodnonemških trakov z novicami, da bi razložila te čudne dogodke. Alex in Ariane ne uspeta ugotoviti, kje Christiane hrani svoje življenjske prihranke (v vzhodnonemških markah), da bi jih pred iztekom roka zamenjala za zahodnonemške marke.
Christiane okreva in nekega dne odide sama ven, medtem ko Alex spi. Na ulici vidi naloženo staro vzhodnonemško pohištvo svojih sosedov, naprodaj nove zahodnonemške avtomobile, oglase za zahodne korporacije in razstavljen Leninov kip, ki ga odpelje helikopter. Alex in Ariane jo odpeljeta nazaj domov in ji pokažeta lažne novice, ki pojasnjujejo, da Vzhodna Nemčija zdaj sprejema begunce iz Zahoda po tamkajšnji gospodarski krizi.
Ko se odpravijo na družinski izlet, Christiane razkrije svojo skrivnost: njen mož ni pobegnil zaradi ljubice, temveč zaradi težav, s katerimi se je soočil, ker se ni hotel pridružiti partiji. Načrt je bil, da se mu pridruži preostala družina. Christiane se je v strahu, da bi ji vlada vzela otroke, če bi šlo kaj narobe, odločila ostati. V nasprotju s tem, kar je povedala svojim otrokom, je njihov oče napisal veliko pisem, ki jih je skrivala. Ko je izjavila, da želi še zadnjič videti svojega moža, je odplejana v bolnišnico, saj doživi še en hud srčni napad.
Alex kmalu spozna svojega očeta Roberta, ki se je ponovno poročil, ima dva otroka in živi v Zahodnem Berlinu. Prepriča ga, naj še zadnjič obišče Christiane. Pod pritiskom, da razkrije resnico o padcu berlinskega zidu, Alex ustvari zadnji spisek lažnih novic in prepriča taksista (ki dvoumno bodisi je ali je močno podoben kozmonavtu Sigmundu Jähnu, prvemu Nemcu v vesolju in Alexovemu junaku iz otroštva), da v lažnem poročilu nastopa kot novi voditelj Vzhodne Nemčije in da spregovori o odprtju meja proti Zahodu. Vendar pa je Lara, ne da bi Alex vedel, že tisti dan Christiane pripovedovala pravi politični razvoj.
Christiane umre dva dni pozneje in tri dni po združitvi Nemčije. Družina in prijatelji raztrosijo njen pepel v izdelano raketo, ki jo je Alex izdelal z očetom v otroštvu, katero prižgejo, ta pa odleti v zrak in eksplodira.

## Vloge
- Daniel Brühl - Alexander "Alex" Kerner
- Katrin Sass - Christiane Kerner
- Chulpan Khamatova - Lara
- Maria Simon - Ariane Kerner
- Florian Lukas - Denis Domaschke
- Alexander Beyer - Rainer
- Burghart Klaußner - Robert Kerner
- Michael Gwisdek - Klapprath
- Christine Schorn - Frau Schäfer
- Jürgen Holtz - Herr Ganske
- Jochen Stern - Herr Mehlert
- Stefan Walz - Sigmund Jähn
- Eberhard Kirchberg - Dr. Wagner
- Hans-Uwe Bauer - Dr. Mewes